# Ольта Джачка
Ольта Джачка (алб. Olta Xhaçka; нар. 25 грудня 1979) — албанська політична діячка з Соціалістичної партії, правозахисниця. Депутатка парламенту з 2009 року, міністерка соціального забезпечення та молоді (березень — червень 2017), міністерка оборони Албанії (вересень 2017 — грудень 2020), міністерка закордонних справ Албанії (січень 2021 — вересень 2023).

## Життєпис
Здобула ступінь бакалавра в галузі політології та міжнародних відносин в американському Університеті Кларка. Активно брала участь у житті громадянського суспільства в правозахисній сфері, а також протягом трьох років викладала політичні науки в приватному Університеті Нью-Йорка «Тирана».

### Політика
З 2009 року входить у соціалістичну парламентську групу, спочатку, протягом двох скликань, як представниця регіону Корча. Входить у керівництво Соціалістичної партії Албанії і з 2010 року очолює її Жіночий форум. З 2015 до 2017 року, коли була призначена на посаду в уряді Албанії, вона також очолювала Фонд імені Кемаля Стафи.
Як правозахисниця, головним чином в галузі гендерної рівності, і виконувачка обов'язків голови Жіночого форуму Соціалістичної партії, Джачка з 2014 року головувала в парламентському підкомітеті у справах неповнолітніх, гендерної рівності та домашнього насильства. Вона також входить до комітету з праці, соціальних питань та охорони здоров'я і комітету з міжнародних відносин.
У березні 2017 року була призначена міністром соціального забезпечення та молоді. Пропрацювала на цій посаді кілька місяців до розпуску міністерства в серпні 2017 року.

### Міністр оборони
Переобрана до парламенту в червні 2017 року, цього разу від Тирани.
У вересні 2017 року призначена міністром оборони в другому уряді Рами, ставши другою жінкою на цій посаді після Мімі Коделі.
У квітні 2018 зробила візит у США до міністра оборони Джеймса Меттіса в Пентагоні.

## Особисте життя
Одружена з Артаном Гачі, також колишнім депутатом-соціалістом. У них є дочка Хана.